# Северная Мулымья
Северная Мулымья — река в России, протекает по Советскому району Ханты-Мансийского АО. Устье реки находится в 541 км по правому берегу реки Мулымья. Длина реки составляет 50 км, площадь водосборного бассейна 428 км².

## Данные водного реестра
По данным государственного водного реестра России относится к Иртышскому бассейновому округу, водохозяйственный участок реки — Конда, речной подбассейн реки — Конда. Речной бассейн реки — Иртыш.
Код объекта в государственном водном реестре — 14010600112115300016139.